# Megaselia bifurcata
Megaselia bifurcata är en tvåvingeart som beskrevs av Ronald Henry Lambert Disney 1983. Megaselia bifurcata ingår i släktet Megaselia och familjen puckelflugor. Inga underarter finns listade i Catalogue of Life.